# Jahrhundertsommer
Als Jahrhundertsommer bezeichnet man umgangssprachlich einen außergewöhnlich heißen, sonnigen und trockenen Sommer, also einen Sommer mit einer ausgeprägten Hitzeanomalie oder hitzebedingter Dürre (Niederschlagsanomalie).
Beispielsweise werden die Sommer 1947 und 1983 als Jahrhundertsommer bezeichnet. Auch der Sommer 2003 mit einer Temperaturabweichung von mehr als 3 Grad über dem langjährigen Durchschnitt und der Sommer 2018 mit der längsten Dürreperiode seit Beginn der Wetteraufzeichnungen gelten als solche. 1834 wurde als der Jahrhundertsommer des 19. Jahrhunderts identifiziert.
Ein Jahr mit verheerender Dürre in Europa war auch 1540.